# Stone House
Stone House è un EP del chitarrista statunitense George Lynch, pubblicato nel 2001 dall'etichetta discografica Sacred Groove Records.

## Il disco
Il disco venne registrato durante le pause della lavorazione per l'album Wicked Underground agli Stonehouse Studios. Il titolo completo di questo EP è George's Stonehouse Studio Jam Session e vi hanno partecipato anche l'ex cantante dei Saigon Kick, Matt Kramer, e il batterista Mark Matson.
Altre quattro canzoni provenienti dalle session agli Stonehouse Studios e non inserite in questo EP sono reperibili nella raccolta The Lost Anthology pubblicata quattro anni dopo.

## Tracce
1. Radio – 4:06
2. Caugh Up on the Inside – 2:44
3. Deeper the World – 3:55

## Formazione
- George Lynch – chitarra
- Matt Kramer – voce
- Mark Matson – batteria